# Krywiaki
Krywiaki (ukr. Крив'яки, Krywjaky) – wieś na Ukrainie, w obwodzie lwowskim, w rejonie jaworowskim (do 2020 roku w rejonie mościskim).
Na przełomie wieków XIX i XX Krywiaki stanowiły część Sokoli.